# 女の子と密室にいたら○○しちゃうかもしれない。
『女の子と密室にいたら○○しちゃうかもしれない。』（おんなのことみっしつにいたらまるまるしちゃうかもしれない）は、ディースリー・パブリッシャーより2012年3月15日に発売したニンテンドー3DS用ゲームソフト。キャラクターデザインはDmyo。

## ストーリー
主人公の藤丸コウヘイはある夜、不思議な夢を見た。そこは密室の中で、目の前では一人の少女が眠っている。そしては自分は見知らぬはずのその少女の名前を知っている。しかし彼女が誰なのか分からないまま夢は醒めた。
現実の市立佐栗高校では、夏休み直前に行われる「学園祭」で毎年、学校主催の「オリエンテーリング大会」（通称・オリ会）というある伝説をもつ超目玉イベントが催され、伝説に期待している生徒たちは開催日程が近付くにつれ落ち着きがなくなっていく。"オリ会で入賞した男女ペアのカップル成立率は100%!!"という触れ込みに皆が意中の生徒に関心を寄せるのだ。コウヘイはその内の一人というほどではなかったが、友人の男子生徒に乗せられてオリ会に参加するはめに。
しかしそんな中、コウヘイは何度も「夢の中で女の子と密室に閉じ込められる」という体験をする。不可思議な事に、それによって現実でも対人関係に変化が生まれていった。高嶺の花だった乃木おとは、妹のような存在の東郷こころ、学園のアイドルである伊藤つばさ、いずれもオリ会で男子達の注目の的である美少女で、コウヘイは夢の作用によって期せずして彼女達と関わりを深めていった。
この中の1人をオリ会に誘う、そう考えていたコウヘイの前に1人の少女が現れる。秋篠かすみ。あの夢に出て来た少女だった。クラスメイトであるはずだが、コウヘイはあの夢を見るまで彼女の事を全く認識していなかった。これはどういう事なのか？謎を抱きながらもコウヘイはオリ会に誘う相手を決めるのだった。おとは、こころ、つばさ、そして目立たない存在なのに何故か気になるかすみ。果たして誰を選ぶのか…。

## 設定
主人公は現実世界と、夢の世界を行き来してヒロイン達と交流を深める。
夢の世界
主人公が眠りにつく、あるいは強い衝撃で気絶するなどして意識を失うと移行する夢。常に密室となっており、そこには主人公と関わりのある人物（ヒロイン）が閉じ込められており、出口には特殊な錠が施されている。開錠するには3～5個存在する鍵のパーツを探し出し、装着しなければならない。開錠に必要なパーツの数は物語が進むにつれて増えていく。密室のモデルとなる部屋は、現在においてそのヒロインが深く関係している場所である。
この世界では主人公はホタルや火の玉と形容される「妖精さん」となり、直接物に触れたり、声を発する事ができない。可能なのは飛び回る事、名詞を女の子に伝える事、風を起こす事だけである。その為、これらを駆使してヒロインを導き、鍵を見つけ出す事で脱出させなければならない。夢である為、現実では有り得ない現象も多発する。
この世界は現実に影響しており、夢の中での行動によって現実が変化する事がある。夢の中で女の子に感謝される事によって、現実でも好感を持たれたり、逆に夢の中で怒らせてしまうと現実でも嫌われると言った変化がある。現実においてその女の子が「事故に遭った」「連れ去られた」などの危機的状況であっても、夢の密室から脱出させる事でそれらの事実を変える事が可能。また、夢で開けた金庫が現実でも開いていると言ったように、当事者以外にも影響する事がある。

## システム

### 探索シーン
基本はテキストアドベンチャーで進行し、何らかの理由で女の子が閉じ込められると脱出ゲームとなり主人公は女の子を出口まで導く妖精となる。主人公自身が物を調べたりアイテムを使用する事は出来ず、これらを駆使して女の子を導く。
○○しちゃう
探索シーンにおける基本的操作。文字を入力し、女の子に伝えて行動を促す。タッチペンによる文字入力、キーボード式入力とを選べる。タッチペン入力の場合は記憶機能を搭載しているので、何度か間違えてもクセをおぼえてある程度は正しく認識してくれるようになる。また、名詞と固有名詞しか反応しない。例として「うごけ」「おく」「おせ」などは動詞なので反応しないが「つくえ」「とけい」「でんき」などは反応する。反応した場合、女の子はその語句に該当するオブジェクトを調べる、もしくはその語句に関する意見を述べる。また、パスコードなどの数値を入力する場合もある。
動かしちゃう
特殊なシチュエーションにおいて、3DSのジャイロセンサーを使ってアングルを移動する事ができる。女の子が何かをしている場面を眺める形になっているが、殆どの場合、何かしらの仕掛けが画面のどこかに存在する。
吹いちゃう
一部のシチュエーションのみ、3DSのマイクに息を吹きかける事で風を起こす事が可能。セクハラ染みた状況が多いが、これによって事態を好転させる事も少なくない。
視点操作
通常時はスライドパッドを使って視点を操作し、女の子を中心に部屋を見回して使えそうな物を探す。この時に指示をしないでいると女の子がヒントとなる独り言を呟く。他に女の子の視点で見回す「ズーム視点」と、女の子を拡大する「女の子を見る視点」にも変更可能。前者は女の子が見えなくなるが、オブジェクトを認識しやすくなる。後者は女の子の姿を良く見る事ができるが、探索はし辛くなる。

## シナリオ構成
本作のシナリオは一般的な恋愛アドベンチャー同様、ヒロイン毎に複数のルートに分岐している。物語中盤にオリ会に誰を誘うかによってシナリオが決定する。誘える相手は、かすみ、おとは、こころ、つばさの四人。ただし、メインヒロインであるかすみのルートは本作の最終章であり、他の三人のシナリオと、条件を満たすと発生する伊都香のショートシナリオを全てクリアした場合のみ分岐することができる。
本編は主に他の三人のルートで展開するが、これら三つのルートにおいてはオリ会に誘った相手とはそのルート内では決して結ばれる事はできない。例えば、こころを誘えば、当初こそこころと恋愛関係になるシナリオが始まったかに思えるが、途中からおとはと交流を深めていく展開となり、最終的にこころとは恋仲にならず、おとはと結ばれる。つまり、こころを選択すると実際にはおとはルートに突入するのである。このように、選ぶ相手と実際にエンディングを迎える相手が一致しないという本作独自の特徴がある。

## 登場人物

### 主人公
藤丸 コウヘイ（ふじまる コウヘイ）
声 - なし
本作の主人公。高校三年生。伊都香と二人で暮らしている。夢で謎の少女と出会って以来、夢を通じて現実を書き換える能力に目覚め、その力を駆使して女の子達を導いていく。
ノリが軽くスケベで、更には浮気性であり、多数の女の子に靡いてしまう癖があるが、真剣な場面で空気を読まずふざけるような事はせず、女の子に対して本気で邪な感情を抱く事も殆ど無い。また、女の子達を助ける為に身体を張る事も厭わない熱い一面も持つ。根は常識人であるため、夢の世界では女の子達の突飛な行動や発言にツッコミを入れる事も多い。
各ルートでは女の子をオリ会に誘うも、安易に決めた所為ですれ違いから徐々に関係がギクシャクし、オリ会でもいい結果が出せず終わってしまう。やがて自分は誰が本当に好きなのかに気付き、オリ会の相手からの後押しも受けて本当に好きな人に告白する。
実は両親は量子研究所の研究者であり、そこの被験者であったかすみとは幼馴染で恋人だった。しかし研究所の事故で両親を失い、かすみも植物状態に陥った事で「研究所の存在しない世界」を渇望し、その時に頭に装着したままだった機器との共鳴で現実を書き換える能力が覚醒する。それによって研究所の存在を消去したが、その事実や本来の世界における自身に関する記憶も全て失われた為、両親の死もかすみの事も忘れて日々を送っていた。
かすみをオリ会に誘った場合、親しくはなったもののやがて彼女を記憶ごと失ってしまう。トゥルーエンドルートでは記憶を取り戻し、消滅したかすみを取り戻すべく世界を元に戻すが、かすみが植物状態で眠り続けている事実も戻ってしまい、絶望する。しかし伊都香の協力を得て、彼女の夢を経由する事で研究所崩壊時の夢世界に到達し、遂にかすみを救い出した（かすみの事実のみを書き換えた為、研究所の事故自体は無くなっていない）。その後、念願だったオリ会にかすみと出場し、優勝を果たした。

### ヒロイン
秋篠 かすみ（あきしの かすみ）
声 - 大久保瑠美
メインヒロイン。ある日、コウヘイの夢に現れた可憐な美少女。そしてコウヘイの同級生でもある。内気な性格で、クラスでも目立たない。しかし夢の世界では行動的且つ元気のいい一面も見せる。他の3人と違ってオリ会の候補にも挙がらず、コウヘイが彼女を誘うと決めた際にはユウスケ達に意外そうな反応を示されている。
コウヘイの夢に現れるまでなぜか互いに名前はおろか存在も忘れていた。ある事から存在が曖昧になっており、後半はサブイベントを除いて彼女のルート以外では一切姿を見せない。彼女自身も自分の曖昧さを自覚しており、それ故に現実ではコウヘイの事を意識しつつも避けていた。オリ会に誘われた事で互いにそれを打ち明け、改めて親しくなるものの、やがてその存在は完全に消えてしまい、コウヘイの記憶からも忘れ去られてしまう。条件を満たしていない場合はここでバッドエンドとなる。
正体はコウヘイの幼馴染であり、コウヘイの両親と伊都香が働いていた量子研究所の被験者である。試験管ベビーとして研究所で生まれ育ち、幼少期から両親に付き添って研究所を訪れていたコウヘイが話し相手になるうちに親しくなった。高校生の年齢になってからは普通の高校に通えるようになった為、コウヘイは猛勉強の末に彼女が入学予定の高校に合格。2人は誰もが羨むカップルになったが、一緒に参加しようと約束していたオリ会の前にかすみは研究所の事故で大怪我を負い、命は助かったものの植物状態に陥ってしまう。その際に研究所の機器によって能力を覚醒させたコウヘイが現実を書き換えた結果、現在の世界が生まれた。しかし研究所自体が無かったことになったため、そこで生まれたかすみ自身の存在も消失し、コウヘイも彼女や研究所に関する記憶を失っていた。物語冒頭でコウヘイが見た夢によって再び世界に現れるも、生まれ育った研究所がこの世界には「最初から無かった」為に存在が曖昧になり、彼女自身も自分が何者なのか解っていなかった。本来の世界では未だ植物状態で眠り続けている。
トゥルーエンドルート終盤、伊都香の協力で現れたコウヘイに救出され、研究所崩壊時に大怪我を負う事実が書き換えられた。それにより世界が「研究所の事故はあったがかすみは無事」という状態となった事で現実でも復活し、コウヘイとは自他共に認めるカップルとなった（伊都香エンドの場合はコウヘイが「かすみが無事でありつつ今の日常が続く事」を願った為、友達以上恋人未満のまま）。「妖精さん」の正体がコウヘイである事に気付いており、最後の密室からの脱出時にそれを打ち明けた。
東郷 こころ（とうごう こころ）
声 - 小倉唯
コウヘイの幼馴染。2歳下の1年生。小柄で生意気な性格で、コウヘイにとっては妹のような存在だが、他の男子には人気がある。生徒会準書記を務めており、生徒会の先輩であるおとはを慕っている。生徒会の打ち合わせのため毎週月曜日におとはのいるコウヘイの3年生の教室にやってくる。お化けなどには耐性があるが、カエルが苦手。夢の世界では子供っぽい性格がよく現れる。
両親が離婚し、母の死後に父親に引き取られるが、再婚した継母が冷たいため自分から距離を置いて夜遊びなどをしている。
オリ会に誘われると、当初は喜ぶものの徐々に行き違いを繰り返すようになり、一方でコウヘイはおとはと惹かれあうようになり、やがて兄と妹に戻ると告げて身を引く。その後もコウヘイ、おとはとの関係は変わらず、エンディングではユキと付き合うようになった事をうかがわせる。オリ会につばさを誘った場合は少しずつコウヘイを異性として意識し、やがて彼の家で暮らすようになる。トゥルーエンドでは相変らず生意気な妹としてコウヘイに接していた。
あるサブイベントでは『密室のサクリファイス』のミキを彷彿させる一枚絵が用意されている。
伊藤 つばさ（いとう つばさ）
声 - 井上麻里奈
学園のアイドルで誰もが認める美貌とスタイルの持ち主。サバサバした性格で誰とでも気さくに接する事から多くの男子に勘違いを起こさせ、100人以上の男子に告白されて全てフッたという伝説を持つ。優れた身体能力を活かし、様々な運動部に助っ人として参加している。一方で、頭はあまり良い方では無い模様で、夢の世界ではがさつで大雑把な一面が目立つ。
学園には秘密だが実は事務所に務めているタレントでデパートのヒーローショーの司会などもこなす。隠れ特撮ファンで、本人はアクション女優に憧れているが、事務所の方針との行き違いに悩んでいる。
オリ会に誘われても不運が重なり、コウヘイはこころとばかり絡む羽目になり、不満を募らせる。それでもオリ会当日には仲直りして臨むも結果は振るわず、最後はコウヘイの背中を押して身を引く。おとはを誘った場合は偶然が重なってコウヘイと親しくなり、最終的に結ばれる。トゥルーエンドでも大勢の男子に追われて困っていたが、コウヘイの機転で助けられた。
乃木 おとは（のぎ おとは）
声 - 日笠陽子
良家のお嬢様であり、コウヘイのクラスの真面目でしとやかな学級委員長。1年から生徒会の準書記、2年、3年は正書記を勤め、生徒会の後輩であるこころに慕われている。成績優秀で品行方正だが、運動や体を動かすゲームは不得意。また、世間知らずでどこか抜けている天然ボケでもあり、特に夢の世界では見当違いのボケをかます事が多い。巨乳を気にしている。お化けに耐性が無い為、一人ではお化け屋敷に入れない。ゴキブリは口調が変わるほど苦手。
2年前に生徒会の副会長を務めていた男子生徒を慕っていたが、その生徒がある事件で学園を去り、その事を未だトラウマとして引きずっている。
オリ会に誘うと当初は快く受けたものの、徐々にコウヘイとの立場の違いから行き違いが生じ、オリ会の結果も散々であった。途中からコウヘイがつばさに惹かれている事に気付いており、自分とは今後も数少ない異性の友人として接して欲しいと告げて身を引く。こころを誘った場合は何かとコウヘイに接する機会が生じた為に惹かれ合っていき、最後は過去の未練を振り切ってコウヘイと結ばれる。トゥルーエンドでは僅差で遅刻したコウヘイに笑顔で、しかし容赦なく遅刻者リストに記名するように言った。
伊都香・リザヴェータ・イヴァーノ（いとか リザヴェータ イヴァーノ）
声 - 大亀あすか
コウヘイと同居する血のつながらない2歳年上の姉。東欧スラブ系の母親を持つ金髪碧眼のハーフという設定だが、そこにはある秘密が存在する。猪木ネタを多用する。
基本的に声のみで滅多に姿を見せることは無い。トゥルーエンドルートでは本格的に登場し、秘められた秘密を打ち明けて物語のからくりを解き明かすキーパーソンとなる。学生ではないので彼女をオリ会に誘う事はできない。その為、個別のルートが存在せず、探索シーンは特定の条件下で他のシナリオに挟まる形で発生する。
その正体はコウヘイの両親と同じ研究所で働いていた研究者。コウヘイが現実を書き換えた際、自身も部分的に能力に目覚め、両親を失ったコウヘイを気遣って自分が姉になるように書き換えを加えた。コウヘイがかすみを助けようと行動を始めると自身も動き出し、真実を告げて彼に協力する。トゥルーエンドでは姉という事実が消えてコウヘイの前から姿を消す（本来の歴史通り、コウヘイは両親の死後は一人暮らしをしていた事になる）。終盤の選択次第では、コウヘイは伊都香が姉として変わらず傍に居る事を望んだ為、コウヘイ達の学校に教師として赴任するように現実が書き換えられる。
『密室のサクリファイス』に登場した人物と同名で声優も同じだが、特に関連は無い。しかし物語終盤に重要な役割を果たすという点は共通している。

### 主人公の友人
ユウスケ
声 - なし
コウヘイといつもつるんでいる悪友。つばさに憧れているが他の男子生徒同様、歯牙にも掛けられていない。
ユキ
声 - なし
ユウスケと共にコウヘイとつるむ男子生徒。頭が良く、時折鋭い指摘をする。密かにこころに想いを寄せており、おとはエンドではこころとデートらしき事をしていた。

## 初回購入特典
こころが水着に着替えたら。
東郷こころと密室に閉じ込められてしまうというシチュエーションのダウンロードソフト。

## WEB限定配信
つばさが猫と出会ったら。
猫となったプレイヤーが閉じ込められた女の子の脱出を手助けするブラウザゲーム。